# Campionato mondiale maschile under 21 di pallavolo 2017
Il campionato mondiale maschile under 21 di pallavolo 2017 si è svolto dal 23 giugno al 2 luglio 2017 a Brno e Ceské Budejovice, in Repubblica Ceca: al torneo hanno partecipato sedici squadre nazionali under 21 e la vittoria finale è andata per la terza volta alla Polonia.

## Impianti
|                                                              |                                                                            |  |
|                                                              |                                                                            |  |
| Hala Rondo Città: Brno Capienza: 7 700 Anno d'apertura: 1982 | Budvar Arena Città: Ceské Budejovice Capienza: 6 421 Anno d'apertura: 1946 |  |

## Regolamento

### Formula
Le squadre hanno disputato una prima fase a gironi con formula del girone all'italiana; al termine della prima fase le prime due classificate di ogni girone hanno acceduto ai gironi E e F, mentre le ultime due classificate di ogni girone ha acceduto ai gironi G e H. Le squadre hanno disputato una seconda fase a gironi con formula del girone all'italiana; al termine della seconda fase:
- Le prime due classificate del girone E e F hanno acceduto alla fase finale per il primo posto, strutturata in semifinali, finale per il terzo posto e finale.
- Le ultime due classificate del girone E e F hanno acceduto alla fase finale per il quinto posto, strutturata in semifinali, finale per il settimo posto e finale per il quinto posto.
- Le prime due classificate del girone G e H hanno acceduto alla fase finale per il nono posto, strutturata in semifinali, finale per l'undicesimo posto e finale per il nono posto.
- Le ultime due classificate del girone G e H hanno acceduto alla fase finale per il tredicesimo posto, strutturata in semifinali, finale per il quindicesimo posto e finale per il tredicesimo posto.

### Criteri di classifica
Se il risultato finale è stato di 3-0 o 3-1 sono stati assegnati 3 punti alla squadra vincente e 0 a quella sconfitta, se il risultato finale è stato di 3-2 sono stati assegnati 2 punti alla squadra vincente e 1 a quella sconfitta.
L'ordine del posizionamento in classifica è stato definito in base a:
- Numero di partite vinte;
- Punti;
- Ratio dei set vinti/persi;
- Ratio dei punti realizzati/subiti;
- Risultati degli scontri diretti.

## Squadre partecipanti
| Squadra     | Qualificazione                                      | Ultima partecipazione |
| ----------- | --------------------------------------------------- | --------------------- |
| Argentina   | 1ª al campionato sudamericano under 21 2016         | Messico 2015          |
| Brasile     | 1ª alla Coppa panamericana under 21 2017            | Messico 2015          |
| Canada      | 8ª nel ranking FIVB under 21                        | Messico 2015          |
| Cina        | 1ª al campionato asiatico e oceaniano under 20 2016 | Messico 2015          |
| Cuba        | 2ª alla Coppa panamericana under 21 2017            | Messico 2015          |
| Egitto      | 1ª al campionato africano under 21 2016             | Messico 2015          |
| Giappone    | 14ª nel ranking FIVB under 21                       | Messico 2015          |
| Iran        | 2ª al campionato asiatico e oceaniano under 20 2016 | Messico 2015          |
| Italia      | 5ª nel ranking FIVB under 21                        | Messico 2015          |
| Marocco     | 15ª nel ranking FIVB under 21                       | Turchia 2013          |
| Polonia     | 1ª al torneo di qualificazione europeo (girone F)   | Messico 2015          |
| Rep. Ceca   | Paese organizzatore                                 | Debutto               |
| Russia      | 1ª nel ranking FIVB under 21                        | Messico 2015          |
| Stati Uniti | 1ª al campionato nordamericano under 21 2016        | Messico 2015          |
| Turchia     | 6ª nel ranking FIVB under 21                        | Messico 2015          |
| Ucraina     | 1ª al torneo di qualificazione europeo (girone E)   | Polonia 2001          |

## Formazioni

### Prima fase
I gironi sono stati sorteggiati il 31 maggio 2017 a Brno.
| Girone A  | Girone B    | Girone C  | Girone D |
| --------- | ----------- | --------- | -------- |
| Canada    | Cuba        | Argentina | Brasile  |
| Marocco   | Russia      | Iran      | Cina     |
| Polonia   | Stati Uniti | Italia    | Egitto   |
| Rep. Ceca | Turchia     | Turchia   | Giappone |

#### Girone A

##### Risultati
| 23 giugno 2017 Hala Rondo, Brno Durata: 0h:59 - Spettatori: 10    | Polonia   | 3 - 0 | Marocco   | 25-9, 25-15, 25-15                |
| 23 giugno 2017 Hala Rondo, Brno Durata: 2h:04 - Spettatori: 1 050 | Rep. Ceca | 2 - 3 | Canada    | 22-25, 25-13, 25-23, 18-25, 12-15 |
| 24 giugno 2017 Hala Rondo, Brno Durata: 1h:19 - Spettatori: 65    | Canada    | 3 - 0 | Marocco   | 25-23, 25-16, 25-23               |
| 24 giugno 2017 Hala Rondo, Brno Durata: 1h:18 - Spettatori: 1 450 | Polonia   | 3 - 0 | Rep. Ceca | 29-27, 25-23, 25-13               |
| 25 giugno 2017 Hala Rondo, Brno Durata: 1h:14 - Spettatori: 75    | Polonia   | 3 - 0 | Canada    | 31-29, 25-23, 25-20               |
| 25 giugno 2017 Hala Rondo, Brno Durata: 1h:10 - Spettatori: 925   | Rep. Ceca | 3 - 0 | Marocco   | 25-16, 25-21, 25-18               |

##### Classifica
| Pos. | Squadra   | Pt | G | V | P | SV | SP | Ratio | PF  | PS  | Ratio |
| ---- | --------- | -- | - | - | - | -- | -- | ----- | --- | --- | ----- |
| 1    | Polonia   | 9  | 3 | 3 | 0 | 9  | 0  | MAX   | 235 | 174 | 1,350 |
| 2    | Canada    | 5  | 3 | 2 | 1 | 6  | 5  | 1,200 | 248 | 245 | 1,012 |
| 3    | Rep. Ceca | 4  | 3 | 1 | 2 | 5  | 6  | 0,833 | 240 | 235 | 1,021 |
| 4    | Marocco   | 0  | 3 | 0 | 3 | 0  | 9  | 0,000 | 156 | 225 | 0,693 |

      Qualificata alla seconda fase (girone E/F).
      Qualificata alla seconda fase (girone G/H).

#### Girone B

##### Risultati
| 23 giugno 2017 Hala Rondo, Brno Durata: 1h:14 - Spettatori: 250 | Russia      | 3 - 0 | Cuba        | 32-30, 25-17, 25-14              |
| 23 giugno 2017 Hala Rondo, Brno Durata: 1h:17 - Spettatori: 200 | Turchia     | 3 - 0 | Stati Uniti | 25-19, 25-14, 30-28              |
| 24 giugno 2017 Hala Rondo, Brno Durata: 1h:13 - Spettatori: 225 | Stati Uniti | 0 - 3 | Cuba        | 23-25, 19-25, 20-25              |
| 24 giugno 2017 Hala Rondo, Brno Durata: 1h:14 - Spettatori: 200 | Russia      | 3 - 0 | Turchia     | 25-19, 25-20, 25-18              |
| 25 giugno 2017 Hala Rondo, Brno Durata: 2h:00 - Spettatori: 200 | Turchia     | 2 - 3 | Cuba        | 21-25, 25-23, 25-22, 20-25, 7-15 |
| 25 giugno 2017 Hala Rondo, Brno Durata: 1h:14 - Spettatori: 125 | Russia      | 3 - 0 | Stati Uniti | 25-20, 25-21, 25-22              |

##### Classifica
| Pos. | Squadra     | Pt | G | V | P | SV | SP | Ratio | PF  | PS  | Ratio |
| ---- | ----------- | -- | - | - | - | -- | -- | ----- | --- | --- | ----- |
| 1    | Russia      | 9  | 3 | 3 | 0 | 9  | 0  | MAX   | 232 | 181 | 1,281 |
| 2    | Cuba        | 5  | 3 | 2 | 1 | 6  | 5  | 1,200 | 246 | 242 | 1,016 |
| 3    | Turchia     | 4  | 3 | 1 | 2 | 5  | 6  | 0,833 | 235 | 246 | 0,955 |
| 4    | Stati Uniti | 0  | 3 | 0 | 3 | 0  | 9  | 0,000 | 186 | 230 | 0,808 |

      Qualificata alla seconda fase (girone E/F).
      Qualificata alla seconda fase (girone G/H).

#### Girone C

##### Risultati
| 23 giugno 2017 Budvar Arena, Ceské Budejovice Durata: 1h:15 - Spettatori: 100 | Argentina | 3 - 0 | Ucraina | 25-21, 25-16, 25-20               |
| 23 giugno 2017 Budvar Arena, Ceské Budejovice Durata: 1h:18 - Spettatori: 110 | Italia    | 0 - 3 | Iran    | 22-25, 19-25, 21-25               |
| 24 giugno 2017 Budvar Arena, Ceské Budejovice Durata: 2h:03 - Spettatori: 100 | Iran      | 3 - 2 | Ucraina | 25-19, 25-21, 23-25, 20-25, 15-13 |
| 24 giugno 2017 Budvar Arena, Ceské Budejovice Durata: 1h:47 - Spettatori: 150 | Argentina | 3 - 1 | Italia  | 32-30, 25-19, 14-25, 25-21        |
| 25 giugno 2017 Budvar Arena, Ceské Budejovice Durata: 1h:50 - Spettatori: 80  | Italia    | 3 - 2 | Ucraina | 25-22, 15-25, 23-25, 25-13, 15-8  |
| 25 giugno 2017 Budvar Arena, Ceské Budejovice Durata: 2h:14 - Spettatori: 220 | Argentina | 2 - 3 | Iran    | 21-25, 20-25, 25-23, 25-18, 12-15 |

##### Classifica
| Pos. | Squadra   | Pt | G | V | P | SV | SP | Ratio | PF  | PS  | Ratio |
| ---- | --------- | -- | - | - | - | -- | -- | ----- | --- | --- | ----- |
| 1    | Iran      | 7  | 3 | 3 | 0 | 9  | 4  | 2,250 | 289 | 268 | 1,078 |
| 2    | Argentina | 7  | 3 | 2 | 1 | 8  | 4  | 2,000 | 274 | 258 | 1,062 |
| 3    | Italia    | 2  | 3 | 1 | 2 | 4  | 8  | 0,500 | 260 | 264 | 0,984 |
| 4    | Ucraina   | 2  | 3 | 0 | 3 | 4  | 9  | 0,444 | 253 | 286 | 0,884 |

      Qualificata alle semifinali per il primo posto.
      Qualificata alle semifinali per il quinto posto.

#### Girone D

##### Risultati
| 23 giugno 2017 Budvar Arena, Ceské Budejovice Durata: 1h:43 - Spettatori: 110 | Cina    | 3 - 1 | Giappone | 25-21, 25-23, 22-25, 25-16 |
| 23 giugno 2017 Budvar Arena, Ceské Budejovice Durata: 1h:16 - Spettatori: 100 | Brasile | 3 - 0 | Egitto   | 25-20, 25-18, 25-18        |
| 24 giugno 2017 Budvar Arena, Ceské Budejovice Durata: 1h:46 - Spettatori: 100 | Egitto  | 1 - 3 | Giappone | 17-25, 25-17, 26-28, 23-25 |
| 24 giugno 2017 Budvar Arena, Ceské Budejovice Durata: 1h:11 - Spettatori: 120 | Cina    | 0 - 3 | Brasile  | 16-25, 21-25, 16-25        |
| 25 giugno 2017 Budvar Arena, Ceské Budejovice Durata: 1h:21 - Spettatori: 110 | Brasile | 3 - 0 | Giappone | 25-23, 25-20, 25-21        |
| 25 giugno 2017 Budvar Arena, Ceské Budejovice Durata: 1h:35 - Spettatori: 100 | Cina    | 3 - 1 | Egitto   | 25-15, 22-25, 25-18, 25-13 |

##### Classifica
| Pos. | Squadra  | Pt | G | V | P | SV | SP | Ratio | PF  | PS  | Ratio |
| ---- | -------- | -- | - | - | - | -- | -- | ----- | --- | --- | ----- |
| 1    | Brasile  | 9  | 3 | 3 | 0 | 9  | 0  | MAX   | 225 | 173 | 1,300 |
| 2    | Cina     | 6  | 3 | 2 | 1 | 6  | 5  | 1,200 | 247 | 231 | 1,069 |
| 3    | Giappone | 3  | 3 | 1 | 2 | 4  | 7  | 0,571 | 244 | 263 | 0,927 |
| 4    | Egitto   | 0  | 3 | 0 | 3 | 2  | 9  | 0,222 | 218 | 267 | 0,816 |

      Qualificata alle semifinali per il primo posto.
      Qualificata alle semifinali per il quinto posto.

### Seconda fase
| Girone E | Girone F  | Girone G    | Girone H |
| -------- | --------- | ----------- | -------- |
| Cina     | Argentina | Egitto      | Giappone |
| Cuba     | Brasile   | Italia      | Marocco  |
| Polonia  | Canada    | Rep. Ceca   | Turchia  |
| Iran     | Russia    | Stati Uniti | Ucraina  |

#### Girone E

##### Risultati
| 27 giugno 2017 Hala Rondo, Brno Durata: 1h:45 - Spettatori: 75  | Polonia | 3 - 2 | Cina | 25-13, 18-25, 23-25, 25-18, 15-8  |
| 27 giugno 2017 Hala Rondo, Brno Durata: 1h:51 - Spettatori: 300 | Cuba    | 3 - 2 | Iran | 25-22, 25-23, 19-25, 13-25, 15-8  |
| 28 giugno 2017 Hala Rondo, Brno Durata: 2h:07 - Spettatori: 100 | Iran    | 3 - 2 | Cina | 25-17, 23-25, 26-24, 20-25, 15-10 |
| 28 giugno 2017 Hala Rondo, Brno Durata: 1h:14 - Spettatori: 325 | Polonia | 3 - 0 | Cuba | 25-17, 25-22, 25-20               |
| 29 giugno 2017 Hala Rondo, Brno Durata: 1h:45 - Spettatori: 70  | Cuba    | 3 - 1 | Cina | 25-21, 25-23, 24-26, 27-25        |
| 29 giugno 2017 Hala Rondo, Brno Durata: 2h:05 - Spettatori: 300 | Polonia | 3 - 2 | Iran | 27-29, 25-21, 20-25, 25-20        |

##### Classifica
| Pos. | Squadra | Pt | G | V | P | SV | SP | Ratio | PF  | PS  | Ratio |
| ---- | ------- | -- | - | - | - | -- | -- | ----- | --- | --- | ----- |
| 1    | Polonia | 7  | 3 | 3 | 0 | 9  | 4  | 2,250 | 293 | 254 | 1,153 |
| 2    | Cuba    | 5  | 3 | 2 | 1 | 6  | 6  | 1,000 | 257 | 273 | 0,941 |
| 3    | Iran    | 4  | 3 | 1 | 2 | 7  | 8  | 0,875 | 318 | 310 | 1,025 |
| 4    | Cina    | 2  | 3 | 0 | 3 | 5  | 9  | 0,555 | 285 | 316 | 0,901 |

      Qualificata alle semifinali per il primo posto.
      Qualificata alle semifinali per il quinto posto.

#### Girone F

##### Risultati
| 27 giugno 2017 Hala Rondo, Brno Durata: 1h:54 - Spettatori: 265 | Russia  | 3 - 1 | Argentina | 25-23, 25-15, 27-29, 25-19        |
| 27 giugno 2017 Hala Rondo, Brno Durata: 1h:43 - Spettatori: 350 | Canada  | 1 - 3 | Brasile   | 15-25, 25-19, 23-25, 16-25        |
| 28 giugno 2017 Hala Rondo, Brno Durata: 1h:23 - Spettatori: 250 | Brasile | 3 - 0 | Argentina | 25-20, 25-23, 25-23               |
| 28 giugno 2017 Hala Rondo, Brno Durata: 1h:47 - Spettatori: 100 | Russia  | 3 - 1 | Canada    | 28-26, 25-27, 25-21, 25-13        |
| 29 giugno 2017 Hala Rondo, Brno Durata: 2h:10 - Spettatori: 70  | Canada  | 3 - 2 | Argentina | 23-25, 21-25, 25-22, 25-22, 15-11 |
| 29 giugno 2017 Hala Rondo, Brno Durata: 2h:09 - Spettatori: 350 | Russia  | 3 - 2 | Brasile   | 25-20, 21-25, 30-28, 19-25, 17-15 |

##### Classifica
| Pos. | Squadra   | Pt | G | V | P | SV | SP | Ratio | PF  | PS  | Ratio |
| ---- | --------- | -- | - | - | - | -- | -- | ----- | --- | --- | ----- |
| 1    | Russia    | 8  | 3 | 3 | 3 | 9  | 4  | 2,250 | 317 | 286 | 1,108 |
| 2    | Brasile   | 7  | 3 | 2 | 2 | 8  | 4  | 2,000 | 282 | 257 | 1,097 |
| 3    | Canada    | 2  | 3 | 1 | 1 | 5  | 8  | 0,625 | 275 | 302 | 0,910 |
| 4    | Argentina | 1  | 3 | 0 | 0 | 3  | 9  | 0,333 | 257 | 286 | 0,898 |

      Qualificata alle semifinali per il primo posto.
      Qualificata alle semifinali per il quinto posto.

#### Girone G

##### Risultati
| 27 giugno 2017 Budvar Arena, Ceské Budejovice Durata: 1h:16 - Spettatori: 50  | Stati Uniti | 0 - 3 | Italia      | 23-25, 21-25, 23-25               |
| 27 giugno 2017 Budvar Arena, Ceské Budejovice Durata: 1h:17 - Spettatori: 300 | Rep. Ceca   | 0 - 3 | Egitto      | 19-25, 23-25, 22-25               |
| 28 giugno 2017 Budvar Arena, Ceské Budejovice Durata: 1h:10 - Spettatori: 50  | Italia      | 3 - 0 | Egitto      | 26-24, 25-20, 25-17               |
| 28 giugno 2017 Budvar Arena, Ceské Budejovice Durata: 1h:54 - Spettatori: 250 | Rep. Ceca   | 2 - 3 | Stati Uniti | 23-25, 26-24, 25-21, 18-25, 7-15  |
| 29 giugno 2017 Budvar Arena, Ceské Budejovice Durata: 1h:45 - Spettatori: 20  | Stati Uniti | 1 - 3 | Egitto      | 22-25, 25-23, 18-25, 19-25        |
| 29 giugno 2017 Budvar Arena, Ceské Budejovice Durata: 1h:56 - Spettatori: 600 | Rep. Ceca   | 2 - 3 | Italia      | 25-23, 14-25, 25-23, 18-25, 16-18 |

##### Classifica
| Pos. | Squadra     | Pt | G | V | P | SV | SP | Ratio | PF  | PS  | Ratio |
| ---- | ----------- | -- | - | - | - | -- | -- | ----- | --- | --- | ----- |
| 1    | Italia      | 8  | 3 | 3 | 0 | 9  | 2  | 4,500 | 265 | 226 | 1,172 |
| 2    | Egitto      | 6  | 3 | 2 | 1 | 6  | 4  | 1,500 | 234 | 224 | 1,044 |
| 3    | Stati Uniti | 2  | 3 | 1 | 2 | 4  | 8  | 0,500 | 261 | 272 | 0,959 |
| 4    | Rep. Ceca   | 2  | 3 | 0 | 3 | 4  | 9  | 0,444 | 261 | 299 | 0,872 |

      Qualificata alle semifinali per il nono posto.
      Qualificata alle semifinali per il trecicesimo posto.

#### Girone H

##### Risultati
| 27 giugno 2017 Budvar Arena, Ceské Budejovice Durata: 1h:37 - Spettatori: 0  | Turchia  | 3 - 1 | Ucraina  | 19-25, 25-20, 25-17, 25-20 |
| 27 giugno 2017 Budvar Arena, Ceské Budejovice Durata: 1h:42 - Spettatori: 80 | Marocco  | 1 - 3 | Giappone | 19-25, 20-25, 25-22, 21-25 |
| 28 giugno 2017 Budvar Arena, Ceské Budejovice Durata: 1h:44 - Spettatori: 30 | Giappone | 1 - 3 | Ucraina  | 23-25, 14-25, 26-24, 21-25 |
| 28 giugno 2017 Budvar Arena, Ceské Budejovice Durata: 1h:14 - Spettatori: 20 | Turchia  | 3 - 0 | Marocco  | 25-21, 25-23, 25-18        |
| 29 giugno 2017 Budvar Arena, Ceské Budejovice Durata: 1h:16 - Spettatori: 50 | Marocco  | 0 - 3 | Ucraina  | 21-25, 22-25, 23-25        |
| 29 giugno 2017 Budvar Arena, Ceské Budejovice Durata: 1h:47 - Spettatori: 50 | Turchia  | 1 - 3 | Giappone | 21-25, 22-25, 25-23, 20-25 |

##### Classifica
| Pos. | Squadra  | Pt | G | V | P | SV | SP | Ratio | PF  | PS  | Ratio |
| ---- | -------- | -- | - | - | - | -- | -- | ----- | --- | --- | ----- |
| 1    | Turchia  | 6  | 3 | 2 | 1 | 7  | 4  | 1,750 | 257 | 242 | 1,061 |
| 2    | Ucraina  | 6  | 3 | 2 | 1 | 7  | 4  | 1,750 | 256 | 244 | 1,049 |
| 3    | Giappone | 6  | 3 | 2 | 1 | 7  | 5  | 1,400 | 279 | 272 | 1,025 |
| 4    | Marocco  | 0  | 3 | 0 | 3 | 1  | 9  | 0,111 | 213 | 247 | 0,862 |

      Qualificata alle semifinali per il nono posto.
      Qualificata alle semifinali per il tredicesimo posto.

### Fase finale

#### Finali 1º e 3º posto
|  | Semifinali | Semifinali | Semifinali |                 |    | Finale | Finale  | Finale |
|  |            |            |            |                 |    |        |         |        |
|  | 1F         | Russia     | 1          |                 |    |        |         |        |
|  | 1F         | Russia     | 1          |                 |    |        |         |        |
|  | 2E         | Cuba       | 3          |                 |    |        |         |        |
|  | 2E         | Cuba       | 3          |                 | 2E | Cuba   | 0       |        |
|  |            |            |            |                 | 2E | Cuba   | 0       |        |
|  |            |            |            |                 |    | 1E     | Polonia | 3      |
|  | 1E         | Polonia    | 3          |                 |    | 1E     | Polonia | 3      |
|  | 1E         | Polonia    | 3          |                 |    |        |         |        |
|  | 2F         | Brasile    | 2          |                 |    |        |         |        |
|  | 2F         | Brasile    | 2          | Finale 3° posto |    |        |         |        |
|  |            |            |            |                 |    |        |         |        |
|  |            |            |            |                 |    | 1F     | Russia  | 3      |
|  |            |            |            |                 |    | 1F     | Russia  | 3      |
|  |            |            |            |                 |    | 2F     | Brasile | 0      |

##### Semifinali
| 1º luglio 2017 Hala Rondo, Brno Durata: 1h:32 - Spettatori: 400 | Russia  | 1 - 3 | Cuba    | 15-25, 18-25, 25-16, 23-25       |
| 1º luglio 2017 Hala Rondo, Brno Durata: 2h:07 - Spettatori: 400 | Polonia | 3 - 2 | Brasile | 25-21, 25-19, 21-25, 2325, 15-12 |

##### Finale 3º posto
| 2 luglio 2017 Hala Rondo, Brno Durata: 1h:16 - Spettatori: 750 | Russia | 3 - 0 | Brasile | 25-16, 26-16, 26-19 |

##### Finale 1º posto
| 2 luglio 2017 Hala Rondo, Brno Durata: 1h:02 - Spettatori: 2 500 | Cuba | 0 - 3 | Polonia | 20-25, 10-25, 19-25 |

#### Finali 5º e 7º posto
|  | Semifinali | Semifinali | Semifinali |                 |    | Finale 5º posto | Finale 5º posto | Finale 5º posto |
|  |            |            |            |                 |    |                 |                 |                 |
|  | 3E         | Iran       | 3          |                 |    |                 |                 |                 |
|  | 3E         | Iran       | 3          |                 |    |                 |                 |                 |
|  | 4F         | Argentina  | 2          |                 |    |                 |                 |                 |
|  | 4F         | Argentina  | 2          |                 | 3E | Iran            | 3               |                 |
|  |            |            |            |                 | 3E | Iran            | 3               |                 |
|  |            |            |            |                 |    | 4E              | Cina            | 0               |
|  | 3F         | Canada     | 2          |                 |    | 4E              | Cina            | 0               |
|  | 3F         | Canada     | 2          |                 |    |                 |                 |                 |
|  | 4E         | Cina       | 3          |                 |    |                 |                 |                 |
|  | 4E         | Cina       | 3          | Finale 7º posto |    |                 |                 |                 |
|  |            |            |            |                 |    |                 |                 |                 |
|  |            |            |            |                 |    | 4F              | Argentina       | 3               |
|  |            |            |            |                 |    | 4F              | Argentina       | 3               |
|  |            |            |            |                 |    | 3F              | Canada          | 2               |

##### Semifinali
| 1º luglio 2017 Hala Rondo, Brno Durata: 1h:59 - Spettatori: 120 | Iran   | 3 - 2 | Argentina | 25-23, 15-25, 18-25, 25-22, 15-10 |
| 1º luglio 2017 Hala Rondo, Brno Durata: 2h:09 - Spettatori: 200 | Canada | 2 - 3 | Cina      | 27-25, 24-26, 25-21, 26-28, 9-15  |

##### Finale 7º posto
| 2 luglio 2017 Hala Rondo, Brno Durata: 2h:08 - Spettatori: 75 | Argentina | 3 - 2 | Canada | 22-25, 30-28, 25-20, 20-25, 15-11 |

##### Finale 5º posto
| 2 luglio 2017 Hala Rondo, Brno Durata: 1h:10 - Spettatori: 75 | Iran | 3 - 0 | Cina | 25-19, 25-20, 25-21 |

#### Finali 9º e 11º posto
|  | Semifinali | Semifinali | Semifinali |                  |    | Finale 9º posto | Finale 9º posto | Finale 9º posto |
|  |            |            |            |                  |    |                 |                 |                 |
|  | 1H         | Turchia    | 3          |                  |    |                 |                 |                 |
|  | 1H         | Turchia    | 3          |                  |    |                 |                 |                 |
|  | 2G         | Egitto     | 1          |                  |    |                 |                 |                 |
|  | 2G         | Egitto     | 1          |                  | 1H | Turchia         | 0               |                 |
|  |            |            |            |                  | 1H | Turchia         | 0               |                 |
|  |            |            |            |                  |    | 1G              | Italia          | 3               |
|  | 1G         | Italia     | 3          |                  |    | 1G              | Italia          | 3               |
|  | 1G         | Italia     | 3          |                  |    |                 |                 |                 |
|  | 2H         | Ucraina    | 0          |                  |    |                 |                 |                 |
|  | 2H         | Ucraina    | 0          | Finale 11º posto |    |                 |                 |                 |
|  |            |            |            |                  |    |                 |                 |                 |
|  |            |            |            |                  |    | 2G              | Egitto          | 2               |
|  |            |            |            |                  |    | 2G              | Egitto          | 2               |
|  |            |            |            |                  |    | 2H              | Ucraina         | 3               |

##### Semifinali
| 1º luglio 2017 Budvar Arena, Ceské Budejovice Durata: 1h:48 - Spettatori: 15 | Turchia | 3 - 1 | Egitto  | 25-21, 20-25, 28-26, 31-29 |
| 1º luglio 2017 Budvar Arena, Ceské Budejovice Durata: 1h:04 - Spettatori: 25 | Italia  | 3 - 0 | Ucraina | 25-18, 25-14, 25-18        |

##### Finale 11º posto
| 2 luglio 2017 Budvar Arena, Ceské Budejovice Durata: 1h:53 - Spettatori: 30 | Egitto | 2 - 3 | Ucraina | 24-26, 22-25, 25-22, 25-21, 11-15 |

##### Finale 9º posto
| 2 luglio 2017 Budvar Arena, Ceské Budejovice Durata: 1h:15 - Spettatori: 30 | Turchia | 0 - 3 | Italia | 23-25, 20-25, 19-25 |

#### Finali 13º e 15º posto
|  | Semifinali | Semifinali  | Semifinali |                  |    | Finale 13º posto | Finale 13º posto | Finale 13º posto |
|  |            |             |            |                  |    |                  |                  |                  |
|  | 3G         | Stati Uniti | 3          |                  |    |                  |                  |                  |
|  | 3G         | Stati Uniti | 3          |                  |    |                  |                  |                  |
|  | 4H         | Marocco     | 0          |                  |    |                  |                  |                  |
|  | 4H         | Marocco     | 0          |                  | 3G | Stati Uniti      | 1                |                  |
|  |            |             |            |                  | 3G | Stati Uniti      | 1                |                  |
|  |            |             |            |                  |    | 3H               | Giappone         | 3                |
|  | 3H         | Giappone    | 3          |                  |    | 3H               | Giappone         | 3                |
|  | 3H         | Giappone    | 3          |                  |    |                  |                  |                  |
|  | 4G         | Rep. Ceca   | 2          |                  |    |                  |                  |                  |
|  | 4G         | Rep. Ceca   | 2          | Finale 13º posto |    |                  |                  |                  |
|  |            |             |            |                  |    |                  |                  |                  |
|  |            |             |            |                  |    | 4H               | Marocco          | 1                |
|  |            |             |            |                  |    | 4H               | Marocco          | 1                |
|  |            |             |            |                  |    | 4G               | Rep. Ceca        | 3                |

##### Semifinali
| 1º luglio 2017 Budvar Arena, Ceské Budejovice Durata: 1h:08 - Spettatori: 40  | Stati Uniti | 3 - 0 | Marocco   | 25-18, 25-23, 25-21               |
| 1º luglio 2017 Budvar Arena, Ceské Budejovice Durata: 1h:58 - Spettatori: 150 | Giappone    | 3 - 2 | Rep. Ceca | 22-25, 20-25, 25-21, 25-15, 15-13 |

##### Finale 15º posto
| 2 luglio 2017 Budvar Arena, Ceské Budejovice Durata: 1h:33 - Spettatori: 50 | Marocco | 1 - 3 | Rep. Ceca | 25-19, 23-25, 19-25, 20-25 |

##### Finale 13º posto
| 2 luglio 2017 Budvar Arena, Ceské Budejovice Durata: 1h:39 - Spettatori: 30 | Stati Uniti | 1 - 3 | Giappone | 25-23, 23-25, 15-25, 20-25 |

## Classifica finale
| Pos | Squadra     | Rosa |
| --- | ----------- | --- |
|     | Polonia     | Formazione: 2 Kwolek, 3 Kochanowski, 4 Kozub, 5 Gil, 6 Jakubiszak, 8 Gruszczyński, 9 Ziobrowski, 10 Domagała, 13 Masłowski, 15 Huber, 16 Mucha, 18 Fornal, CT: Pawlik     |
|     | Cuba        | Formazione: 1 Massó, 2 Melgarejo, 3 Yant, 5 Concepción, 10 Gutiérrez, 11 Taboada, 12 Herrera, 14 Goide, 16 Andreu, 17 Alonso, 18 López, 19 Salazar, CT: Vives             |
|     | Russia      | Formazione: 1 Sëmyšev, 3 Spodobec, 5 Abaev, 6 Kononov, 7 Kuprjaškin, 8 Mel'nikov, 9 Čančikov, 10 Jakovlev, 11 Bjarda, 12 Melkozërov, 14 Klec, 20 Piskarëv, CT: Chromenkov |
| 4   | Brasile     | |
| 5   | Iran        | |
| 6   | Cina        | |
| 7   | Argentina   | |
| 8   | Canada      | |
| 9   | Italia      | |
| 10  | Turchia     | |
| 11  | Ucraina     | |
| 12  | Egitto      | |
| 13  | Giappone    | |
| 14  | Stati Uniti | |
| 15  | Rep. Ceca   | |
| 16  | Marocco     | |

## Premi individuali
| Premio                 | Nome              | Squadra |
| ---------------------- | ----------------- | ------- |
| MVP                    | Jakub Kochanowski | Polonia |
| Miglior palleggiatrice | Łukasz Kozub      | Polonia |
| Miglior opposto        | Miguel Gutiérrez  | Cuba    |
| Miglior schiacciatrice | Bartosz Kwolek    | Polonia |
| Miglior schiacciatrice | Anton Semjšev     | Russia  |
| Miglior centrale       | Aleksej Kononov   | Russia  |
| Miglior centrale       | José Massó        | Cuba    |
| Miglior libero         | Maique Nascimento | Brasile |